# わたる (キャラクター)
わたるは、本州四国連絡高速道路･本州四国連絡橋のマスコットキャラクター。

## 概要
「わたる」の名前の由来は橋の上を人･モノ･車がわたるはもちろん、新しい世紀をわたる、夢や心もわたるように･･･といった願いが込められている。
本州と四国が3つの橋（神戸淡路鳴門自動車道･瀬戸大橋･西瀬戸自動車道）が結ばれ、新しい「環瀬戸内圏」が誕生したことを多くの人に知ってもらうことを目的に誕生した。
橋をモチーフとしたキャラクターで、頭の上には車が載っている。緑色･黄色･赤色の3色の色違いがおり、上に載っている車も黄色、赤色、青色の色が異なっている。

## プロフィール
- 2000年11月28日生まれ
- 身長 - 200cm
- 体重 - 120kg
- 趣味 - ドライブ
- 特技 - ダンス

## メディア出演

### テレビ出演
- TVチャンピオン2（テレビ東京）
  - 2008年9月11日に放送された「ゆるキャラ王選手権」に出演。全国チャンピオンに選ばれた。
- ガチガセ（日本テレビ）
  - 2012年11月30日放送でバリィさんと相撲で対決した。